# 스틱스 (위성)
스틱스(영어: Styx)는 명왕성의 위성 중 하나로, 마크 R. 쇼월터와 그의 연구팀이 2012년 6월 26일에 허블 우주 망원경이 촬영한 명왕성계의 이미지에서 발견하여 같은 해 7월 11일에 발견 사실을 공식적으로 발표하였다. 크기는 약 7×5 km 정도이고 공전 주기는 약 20.2일 정도이며, 2015년 7월 14일에 뉴 허라이즌스 탐사선이 명왕성을 근접 통과 하면서 다른 위성들과 함께 이미지를 촬영하여, 2015년 10월 9일에 공식적으로 공개되었다.
스틱스는 지금까지 발견된 5개의 명왕성의 위성 중에서 두 번째로 멀리 떨어진 위성으로, 네 번째로 떨어진 거리에 있는 위성인 케르베로스가 발견된 시점으로부터 1년 뒤에 발견되었다.

## 발견과 관측
스틱스는 마크 R. 쇼월터의 팀이 2012년 6월 26일부터 7월 9일 동안 허블 우주 망원경에 장착된 와이드 필드 카메라 3으로 찍은 사진 속에서 발견되어, 7월 11일에 발견 사실이 발표되었다. 스틱스의 밝기는 스틱스의 발견 이전까지 명왕성계에서 가장 밝기가 낮았던 케르베로스의 절반 정도이며, 모행성인 명왕성의 밝기에 비해 10만분의 1 정도이다. 발견 초기에는 S/2012 (134340) 1이라는 임시 명칭이 부여되었으며, 비공식적으로는 P5라고 언급되었다.
2006년에 명왕성 탐사를 목적으로 발사된 뉴 허라이즌스 탐사선은 스틱스를 탐사한다는 계획을 세운 상태였다. 하지만 매우 작은 위성인 스틱스의 발견으로 명왕성계의 공간에 관측되지 않은 더 작은 천체가 있을 것으로 우려되었으며, 약 13 km/s의 속도로 우주 공간을 표류하는 탐사선에게는 발견되지 않은 매우 작은 천체나 고리 등이 큰 영향을 끼칠 수 있으리라 예상되었고, 명왕성과 그 위성들은 운석 충돌로 인해 분출된 파편들이 탈출하는 것을 막지 못할 정도로 중력이 매우 약하기 때문에 그 파편들이 탐사선에게는 큰 위험 요소라고 간주되었지만, 탐사선은 7월 14일에 이상 없이 명왕성계를 통과하였다.

## 근원
명왕성은 그 크기나 중력에 비해서 꽤 많은 위성을 보유하고 있는데, 이 위성들은 달의 생성에 관한 가설인 거대충돌 가설처럼 먼 과거에 명왕성과 상당한 크기의 카이퍼 벨트 천체와의 충돌로 인해 분출된 파편들이 뭉쳐져 생성된 것이며, 이들의 궤도 공명 현상은 분출된 물질들이 모이기 위해 수레바퀴처럼 회전하는 것에서 유래된 것으로 추측되고 있다.

### 물리적 특성
스틱스의 직경은 초기 관측의 품질이 좋지 않았기 때문에 겉보기 등급을 통해 추측하였다. 처음에는 직경 10~25 km 정도에 반사율은 하부 0.35, 상부 0.04 정도로 예상되었다. 하지만 뉴 허라이즌스 탐사선의 탐사 결과, 굉장히 불규칙적인 모양에 직경은 5~7 km 로 본래 추측했던 수치보다 더 작았다. 이를 통해서 스틱스는 운석 충돌로 인해 분출되어 형성된 파편이며, 충돌로 인해 충돌한 천체의 구성 성분이였던 메테인 혹은 질소 등의 휘발성 성분이 포함된 얼음이 증발하였고, 이 과정을 통해 물의 얼음으로 이루어진 파편들이 생겨났다고 추측하고 있다.

### 궤도

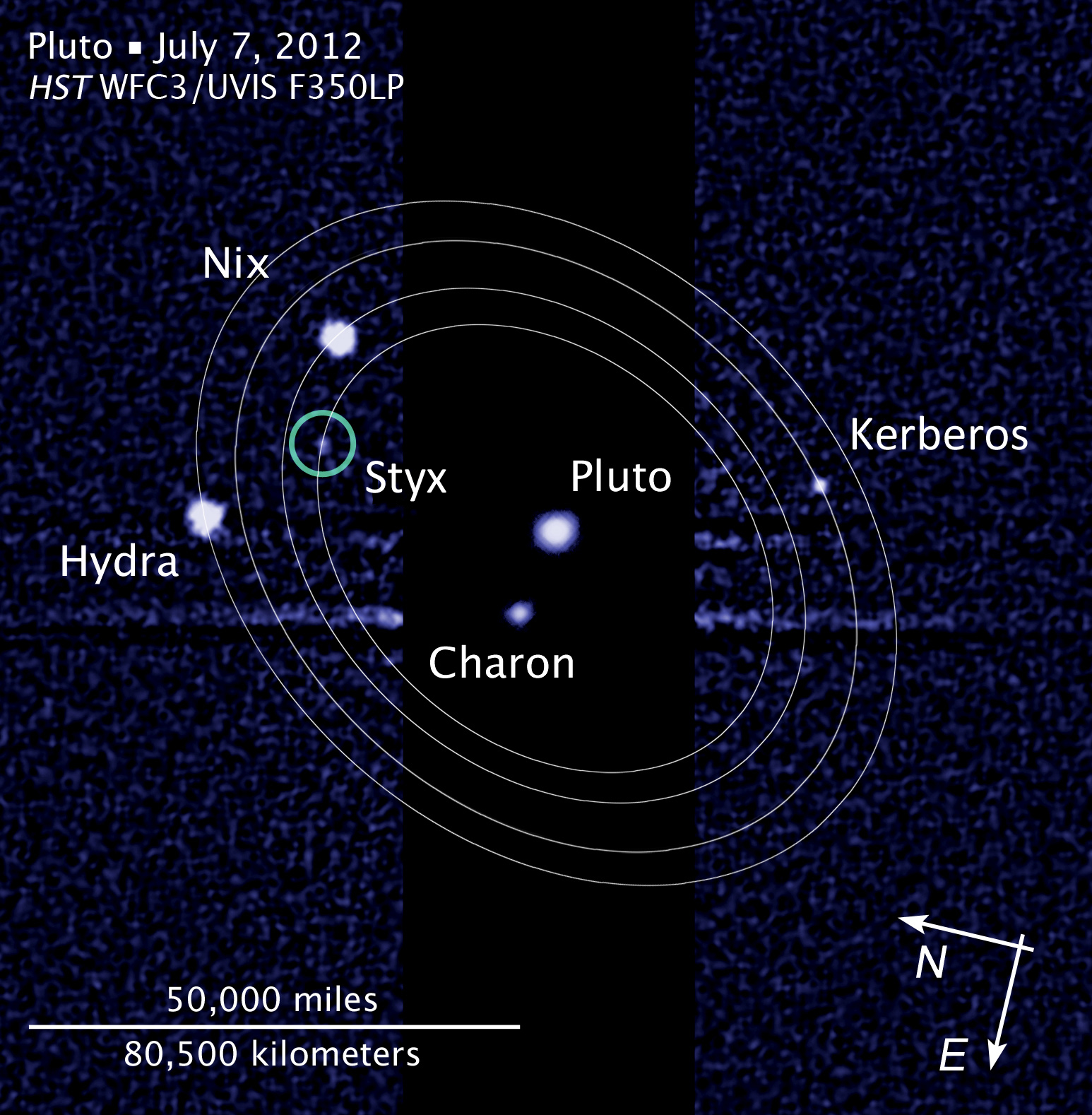
허블 우주 망원경이 스틱스를 발견할 때의 사진. 스틱스는 동그랗게 강조되어 있다. 다른 위성들이 감지되도록 하기 위해, 명왕성과 카론은 밝기를 고의적으로 줄인 상태이다.

스틱스는 명왕성과 카론 간의 질량 중심으로부터 42,656 km 떨어진 거리에 있으며 카론과 닉스 사이에 위치해 있다. 스틱스를 포함한 모든 명왕성의 위성들은 모두 완벽에 가까운 원궤도를 따라 돌며, 궤도 경사각은 거의 0°에 육박한다. 이를 스틱스의 발견자인 마크 쇼월터는 "차곡차곡 쌓인 러시아 인형과 흡사하다" 라고 묘사했다.
스틱스의 궤도는 히드라의 궤도와 11:6의 궤도 공명, 닉스의 궤도와 11:9의 궤도 공명이 일어나며, 이 궤도 공명 현상으로 인해 닉스와 히드라는 2:5의 비로 합 현상을 일으킨다.
스틱스의 공전 주기는 20.16155일로, 공전 주기가 6.387일인 카론의 궤도와 약 5% 차이로 1:3 비의 근-궤도 공명 현상이 일어나며, 카론, 닉스, 케르베로스, 히드라와 함께 1:3:4:5:6 비의 근-궤도 공명 현상이 일어난다. 이로 인해 스틱스의 궤도는 굉장히 혼란스러워져서 명왕성계에서 카론을 제외한 다른 작은 위성들과 마찬가지로 명왕성에 조석 고정되어 있지 않으며, 자전 주기 또한 빈번하게 바뀐다(현재는 3.239일).

## 작명
발견된 직후 스틱스에게 소행성명 "S/2012 (134340) 1"이라는 명칭을 부여한 이유는 스틱스가 2012년에 발견된 위성 중에서 왜행성(134340 명왕성)을 도는 위성으로는 처음 발견(1)된 위성(S, Satellite의 약자)이었기 때문이며, "P5"는 다섯 번째로 발견된 명왕성의 위성이라는 뜻의 비공식 명칭이였다.
명왕성의 위성들에 이름을 붙일 때는 플루톤과 관련된 이름을 붙이는 것이 관례여서, P4(스틱스)와 P5(케르베로스)의 이름을 결정하기 위해 마크 쇼월터와 SETI 연구소는 발견 팀을 대신하여 2013년 위성들의 이름을 선택하는 인터넷 투표를 진행했으며, 사람들은 그리스 신화의 플루톤과 관련된 이름 중 선택하거나, 직접 이름을 제안할 수 있었다. 스틱스의 임시 명칭이 공고된 이후에, 스타 트렉 시리즈의 제임스 커크 역을 맡았던 캐나다의 배우 윌리엄 샤트너가 벌컨과 로물루스라는 이름을 제안했었는데, 벌컨은 플루톤의 조카이자 불의 신인 불카누스를 의미했고 로물루스는 전설적 로마의 건립자이며, 둘 모두 스타 트렉 시리즈에 등장하는 가상의 행성의 이름이였지만, 로물루스는 소행성대에 존재하는 소행성의 이름으로 이미 지어져 있어서 제외되었다.
반면 벌컨은 샤트너가 그 이름을 자신의 트위터에서 언급한 이후로 투표에서 1위를 차지했고 그 뒤를 이어 2위는 저승의 입구를 지키는 개인 케르베로스, 3위는 저승과 이승의 경계를 이루는 강이자 동명의 여신의 이름인 스틱스로 결정되어 국제천문연맹에 공식적으로 제출되었다. 하지만 벌컨은 국제천문연맹에서 받아들여지지 못했는데, 저승을 상징하는 말이 아닐 뿐더러 과거에 수성의 이상한 공전 궤도를 설명하기 위한 가상의 행성의 명칭으로 이미 존재했었으며, 벌컨족 소행성이라는 용어가 이미 존재하기 때문에 벌컨 또한 제외되었다.
결국 2013년 7월 2일 국제천문연맹은 P5의 명칭은 스틱스, P4의 명칭은 케르베로스로 결정하였다고 발표하였다.

## 같이 보기
- 위성 목록